# Ielena Iounguer
 (octobre 2024).
Ielena Vladimirovna Iounguer (russe : Еле́на Влади́мировна Ю́нгер), née le 3 mai 1910 et décédée le 4 août 1999, est une actrice soviétique.

## Biographie
Elle était l'épouse de Nikolaï Akimov.

## Filmographie
- 1947 : Cendrillon de  Nadejda Kocheverova et Mikhaïl Chapiro
- 1955 : Le Taon de Alexandre Feinzimmer